# Cleptometopus montanus
Cleptometopus montanus är en skalbaggsart som först beskrevs av Francis Polkinghorne Pascoe 1866.  Cleptometopus montanus ingår i släktet Cleptometopus och familjen långhorningar. Inga underarter finns listade i Catalogue of Life.